# Fall Schlageter
Der Fall Schlageter ist der erste öffentlich bekannt gewordene Bankenskandal in der Bundesrepublik Deutschland, der nach abschließender Prüfung offensichtliche Fehler und Missstände sowohl der direkten Bankenaufsicht selbst (hier durch die genossenschaftliche Bankenaufsicht) als auch der übergeordneten Aufsicht durch das zuständige Wirtschaftsministerium von Baden-Württemberg aufdeckte. „Es gibt in der ganzen Bundesrepublik keinen Vergleichsfall“ (Wirtschaftsministerium Baden-Württemberg). Tatsächlich wurde hier erstmals der Nachweis erbracht, dass die Bankenaufsicht in Deutschland unzureichend war, ihre Aufgaben nicht ordnungsgemäß erfüllte und dieser gravierende Fehler unterliefen.
Dabei beziehen sich die Vorgänge auf die Jahre 1971 bis 1993, also lange vor der Lehman-Pleite, die dann erst 2008 die Frage nach der Bankenaufsicht in breitem Raum aufgeworfen hat.

## Geschichte
Ausgangspunkt bildet der Zusammenbruch der Volksbank Oberkirch im Jahr 1971. Gegenüber der Presse wurde der Fall bagatellisiert, indem in der Öffentlichkeit dies so dargestellt wurde, „dass gutgläubige naive Vorstände cleveren Scheckreitern auf den Leim gegangen seien“. Tatsächlich hatten „die beiden Vorstandsmitglieder H. und N. über Jahre hinweg gravierende Manipulationen vorgenommen“. Insofern kamen erhebliche Zweifel auf, ob die Prüfungen durch die Bankenaufsicht ordnungsgemäß waren. Zuständig war hier als Prüfungsverband der Badische Genossenschaftsverband (BGV) mit Sitz in Karlsruhe. Aufsichtsbehörde des Genossenschaftsverbandes war wiederum das Wirtschaftsministerium von Baden-Württemberg. Dieses kam jedoch 1989, also fast 20 Jahre nach den eigentlichen Vorfällen, zu dem Ergebnis „…der Vorwurf, der BGV habe gesetzlich erforderliche Prüfungshandlungen im Rahmen seiner genossenschaftlichen Pflichtprüfungen bei der ehemaligen Volksbank OK in den Jahren 1969 bis 1972 unterlassen, trifft nicht zu […] ebenfalls trifft es nicht zu, dass der Bestätigungsvermerk nur eingeschränkt oder gar versagt hätte werden müssen“.
Dennoch blieben erhebliche Zweifel und der Landtag von Baden-Württemberg beauftragte nach einer Petition die unabhängige Wirtschaftsprüfungsgesellschaft Schitag, heute Ernst & Young, mit einer erneuten Überprüfung der fraglichen Vorgänge. Aus dem dann 1993 vorgelegten Gutachten der Schitag ergaben sich eindeutig „Versäumnisse des Genossenschaftsverbandes“, sowie „Ohrfeigen für die Oberprüfer aus Karlsruhe“. Tatsächlich heißt es in dem Prüfbericht der Schitag, dass „sich über Jahre hinweg erhebliche Mängel sowohl im materiellen als auch im formalen Bereich der Kreditbearbeitung der Volksbank zeigten“. In der Frage des Bestätigungsvermerks wäre „eine Einschränkung oder gar Versagung des Bestätigungsvermerks […] angezeigt erschienen“. „In den Vorgesprächen mit den Verfahrensbeteiligten hatten sich die Gutachter dahingehend geäußert, dass ein Bestätigungsvermerk überhaupt nicht hätte erteilt werden dürfen“.
Für die Landesregierung ergaben „die Feststellungen der Gutachter die Erkenntnis, dass der Badische Genossenschaftsverband in den der Untersuchung zugrunde liegenden Jahren bis 1972 seiner Prüfungspflicht in Bezug auf die Volksbank O. nicht mit der gebotenen Sorgfalt nachgekommen ist. […] Für das Wirtschaftsministerium als Aufsichtsbehörde nach § 64 GenG. ergibt sich weiter die Erkenntnis, dass künftig beim Bekanntwerden von Verdachtsmomenten in derart komplexen Sachverhalten mit den zur Verfügung stehenden personellen Kapazitäten eine eigene Überprüfung nicht möglich und sinnvoll ist“.
Bekannt wurde der Komplex einer breiten Öffentlichkeit als „Fall Schlageter“. Die Pforzheimer Unternehmerfamilie beklagte in diesem Zusammenhang einen Schaden von vier Millionen D-Mark. Auf sie gingen auch die oben erwähnten Eingaben an das Ministerium bzw. den Landtag zurück. Tatsächlich bot dann auch der BGV zunächst eine fünfstellige Vergleichssumme an. Nachdem jedoch der Fall in den zwei Fernsehsendungen „Landesreport Baden-Württemberg“ vom 8. Juli 1994 und „Report“ vom 12. Juli 1994 dargestellt worden war, „teilte der BGV dem Wirtschaftsministerium mit, dass für eine Fortsetzung der Vergleichsgespräche keine Basis mehr gegeben sei“. Trotzdem „bittet der Petitionsausschuss die Landesregierung, sich beim Badischen Genossenschaftsverband dafür zu verwenden, erneut Vergleichsgespräche mit dem Petenten zu führen“. Obwohl die Landesregierung dieser Bitte mit Nachdruck folgte, „teilte der Genossenschaftsverband mit Schreiben vom 20. Juli 1994 mit, keine weiteren Vergleichsgespräche zu führen“. „Selbst der Landtag konnte den Weg nicht freimachen“. Da die eigentlichen Vorgänge schon mehr als 20 Jahre zurücklagen, war eine juristische Lösung nicht mehr möglich, unabhängig von den nicht aufzubringenden Prozesskosten.
Der Fall verursachte einen weiteren Skandal: Nachdem Eugen Schlageter in einem Schreiben an alle Landtagsabgeordneten den Präsidenten des Badischen Genossenschaftsverbandes und Landtagsabgeordneten Egon Gushurst massiv beschuldigt hatte, legte dieser eine eidesstattliche Versicherung des damaligen Vorstandsvorsitzenden der Volksbank Karlsruhe, Siegfried Gitzinger, vor, nach der Herr Gushurst „überhaupt nicht mit der Angelegenheit ‚Oberkirch‘ befasst war, auch nicht vertretungsweise, was ich ausdrücklicher bestätige und zu beeiden bereit bin“. Dieses Schreiben vom 28. September 1981 ging an den Präsidenten des Landtages von Baden-Württemberg, verschiedene Ministerien und an das Bundesaufsichtsamt für das Kreditwesen in Berlin. Nachdem Eugen Schlageter protestiert hatte, wurde er von einem Amtsarzt „wegen querulantenhaften Verhaltens für unzurechnungsfähig erklärt“. Tatsächlich hatte aber Präsident Gushurst die Prüfberichte der Volksbank Oberkirch zusammen mit Herrn Gitzinger unterschrieben und „die Eidesstattliche Versicherung des Herrn G. ist nach einem Urteil des OLG Karlsruhe falsch“. „Eidesstattliche Lüge für den Präsidenten“. Eine strafrechtliche Verfolgung scheiterte an der Verjährung. Während seit der Lehman–Pleite 2008 staatsanwaltliche Durchsuchungen bei Banken und Verurteilungen von deren Vorständen durchaus nichts Ungewöhnliches mehr sind, war dies vor 2000 tabu.